# Quimper Volley 29
Il Quimper Volley 29 è una società pallavolistica femminile francese con sede a Quimper: milita nel campionato di Élite.

## Storia
Il Quimper Volley 89 viene fondato nel 1989 e partecipa a campionati di livello locale: esordisce nel campionato di Nationale 3 nella stagione 2002-03, per poi essere partecipare alla Nationale 2 dall'annata 2005-06. Accede quindi al campionato cadetto nella stagione 2008-09, la Nationale 1, chiamata in seguito Élite a partire dalla stagione 2010-11, dove milita per cinque stagioni consecutive: nel 2009 la società cambia il suo nome in Quimper Volley 29.
Il secondo posto al termine del campionato 2012-13 promuove il club in Ligue A: nella stagione 2013-14 partecipa per la prima volta alla massima divisione del campionato francese; tuttavia il penultimo posto in classifica condanna il Quimper Volley 29 a una pronta retrocessione in Élite. Ritorna a disputare la massima divisione francese nella stagione 2016-17, dopo aver ottenuto il primo posto in Élite. Nonostante una nuova pronta retrocessione, viene ripescata in Ligue A per la stagione 2017-18.

## Rosa 2016-2017
| N° | Nome             | Ruolo | Data di nascita   | Nazionalità sportiva |
| -- | ---------------- | ----- | ----------------- | -------------------- |
| 1  | Aurélia Ebatombo | S     | 1º ottobre 1998   | Francia              |
| 2  | Grace Carter     | C     | 10 agosto 1989    | Regno Unito          |
| 3  | Ioana Pristavu   | L     | 2 ottobre 1986    | Romania              |
| 4  | Roxane Hasseni   | C     | 30 novembre 1991  | Francia              |
| 6  | Yaremis Mendaro  | S/O   | 21 aprile 1994    | Cuba                 |
| 7  | Nikolina Jelić   | S     | 9 novembre 1991   | Croazia              |
| 8  | Éléonore Cordier | P     | 1 giugno 1991     | Francia              |
| 9  | Kelly Oublié     | S     | 2 dicembre 1992   | Francia              |
| 11 | Cecília Aragão   | P     | 16 settembre 1991 | Brasile              |
| 12 | Marième Diagne   | C     | 23 ottobre 1989   | Senegal              |
| 16 | Marie Nevot      | S     | 14 dicembre 2000  | Francia              |
| 19 | Marion Goehry    | S     | 2 settembre 1998  | Francia              |
| 20 | Taiana Téré      | S     | 27 maggio 1986    | Francia              |